# Robert Carter I
Robert Carter I, detto King (Corotoman, 1663 – 4 agosto 1732), è stato un imprenditore statunitense.
Ricevette il soprannome "King" per il suo fiuto negli affari e per il suo potere politico.

## Biografia
Robert Carter è nato nella piantagione di Corotoman, nella contea di Lancaster, in Virginia, da John Carter (1613-1669) di Londra, e da Sarah Ludlow (1635-1668) di Maiden Bradley, Wiltshire. All'età di 28 anni, Carter è entrato nell'Assemblea Generale della Virginia come Burgess della contea di Lancaster, che servì per cinque anni consecutivi. Nel 1726, in qualità di presidente del Consiglio dei governatori, è stato governatore della Virginia dopo la morte del governatore Hugh Drysdale.
Come rappresentante di Thomas Fairfax, ha servito per due mandati come agente per la Fairfax Proprietary. Durante il suo primo mandato (1702-1711), cominciò ad acquisire grandi pezzi di terra per lui nella regione del fiume Rappahannock. Carter acquistò circa 20.000 ettari (81 km²), gran parte della quale comprendeva la piantagione di Nomini Hall di circa 6.000 acri (24 km²), scritta anche "Nomoni" o "Nominy", acquistata nel 1709 dagli eredi di Nicholas Spencer, cugino di Lord Culpeper. Quando divenne nuovamente rappresentante degli interessi di Fairfax (1722-1732), si è assicurato per i suoi figli e nipoti circa 110.000 acri (450 km²) nel Northern Neck, così come ulteriori terreni in Virginia ad ovest delle Blue Ridge Mountains.

## Matrimoni

### Primo matrimonio
Nel 1688 sposò Judith Armistead (?-1699) di Hesse nella contea di Gloucester. Ebbero cinque figli:
- Sarah Carter (nata e morta nel 1690)[2][3];
- Elizabeth Carter (1692-1734) sposò Nathaniel Burwell[2][3];
- Judith Carter (nata e morta nel 1694)[2][3];
- Judith Carter (1695-1750) sposò Mann Page[2][3];
- John Carter (1696-1742) sposò Elizabeth Hill[2][3][4].

### Secondo matrimonio
Nel 1701 sposò Elizabeth Landon. Ebbero dieci figli:
- Anne Carter (1702-1743) sposò Benjamin Harrison IV[2];
- Robert Carter II (1704-1734) sposò Priscilla Churchill[2];
- Sarah Carter (1705-1705)[2];
- Betty Carter (1705-1706)[2];
- Charles Carter (1707-1764) sposò Anne Byrd[2][5];
- Ludlow Carter (nato e morto nel 1709)[2];
- Landon Carter (1710-1778) sposò Maria Byrd[2];
- Mary Carter (1712-1736) sposò George Braxton[2];
- Lucy Carter (1715-1763) sposò Henry Fitzhugh[2];
- George Carter (1718-1742)[2].

## Morte
Carter morì il 4 agosto 1732, nella contea di Lancaster, in Virginia, e fu sepolto a Christ Church. Ha lasciato alla sua famiglia 300.000 ettari (1.200 km²) di terra, 1.000 schiavi e 10.000 sterline inglesi in contanti.